# Glauconycteris beatrix
Glauconycteris beatrix es una especie de murciélago de la familia Vespertilionidae, viven en los bosques tropicales de África, siguen un estilo de vida nocturno y dependen del vuelo para moverse.

## Distribución geográfica
Se encuentra en Costa de Marfil, Ghana Nigeria Camerún Gabón Guinea Ecuatorial República Centroafricana, República Democrática del Congo y Angola.

## Hábitat
Se encuentra en bosques húmedos tropicales de tierras bajas, aunque también se han registrado en bosques pantanosos y plantaciones de cacao.